# Coppa Italia di Serie A2 2023-2024 (pallavolo femminile)
La Coppa Italia di Serie A2 2023-2024 si è svolta dal 10 gennaio al 18 febbraio 2024: al torneo partecipano otto squadre di club italiane e la vittoria finale è andata per la prima volta alla Wealth Planet Perugia.

## Formula
La formula ha previsto quarti di finale, semifinali e finale, tutti disputati in gara unica.

## Squadre partecipanti
| Squadra               | Qualificazione                                     |
| --------------------- | -------------------------------------------------- |
| Adolfo Consolini      | 4ª al girone di andata Serie A2 2023-24 (girone B) |
| Esperia               | 3ª al girone di andata Serie A2 2023-24 (girone B) |
| Futura Giovani        | 2ª al girone di andata Serie A2 2023-24 (girone A) |
| Helvia Recina         | 1ª al girone di andata Serie A2 2023-24 (girone B) |
| Montecchio Maggiore   | 2ª al girone di andata Serie A2 2023-24 (girone B) |
| Sant'Anna             | 4ª al girone di andata Serie A2 2023-24 (girone A) |
| Talmassons            | 3ª al girone di andata Serie A2 2023-24 (girone A) |
| Wealth Planet Perugia | 1ª al girone di andata Serie A2 2023-24 (girone A) |

## Torneo

### Tabellone
|  | Quarti di finale | Quarti di finale      | Quarti di finale |                |    | Semifinali            | Semifinali | Semifinali |  |  | Finale | Finale | Finale |  |
|  |                  |                       |                  |                |    |                       |            |            |  |  |        |        |        |  |
|  | 1A               | Wealth Planet Perugia | 3                |                |    |                       |            |            |  |  |        |        |        |  |
|  | 1A               | Wealth Planet Perugia | 3                |                |    |                       |            |            |  |  |        |        |        |  |
|  | 4B               | Adolfo Consolini      | 1                |                |    |                       |            |            |  |  |        |        |        |  |
|  | 4B               | Adolfo Consolini      | 1                |                | 1A | Wealth Planet Perugia | 3          |            |  |  |        |        |        |  |
|  |                  |                       |                  |                | 1A | Wealth Planet Perugia | 3          |            |  |  |        |        |        |  |
|  |                  |                       | 3A               | Talmassons     | 0  |                       |            |            |  |  |        |        |        |  |
|  | 2B               | Montecchio Maggiore   | 3A               | Talmassons     | 0  | 0                     |            |            |  |  |        |        |        |  |
|  | 2B               | Montecchio Maggiore   |                  |                |    |                       |            |            |  |  |        |        |        |  |
|  | 3A               | Talmassons            | 3                |                |    |                       |            |            |  |  |        |        |        |  |
|  | 3A               | Talmassons            | 3                |                | 1A | Wealth Planet Perugia | 3          |            |  |  |        |        |        |  |
|  |                  |                       |                  |                |    |                       |            |            |  |  |        |        |        |  |
|  |                  |                       | 2A               | Futura Giovani | 0  |                       |            |            |  |  |        |        |        |  |
|  | 1B               | Helvia Recina         | 2A               | Futura Giovani | 0  | 0                     |            |            |  |  |        |        |        |  |
|  | 1B               | Helvia Recina         |                  |                |    |                       |            |            |  |  |        |        |        |  |
|  | 4A               | Sant'Anna             | 3                |                |    |                       |            |            |  |  |        |        |        |  |
|  | 4A               | Sant'Anna             | 3                |                | 4A | Sant'Anna             | 0          |            |  |  |        |        |        |  |
|  |                  |                       |                  |                | 4A | Sant'Anna             | 0          |            |  |  |        |        |        |  |
|  |                  |                       | 2A               | Futura Giovani | 3  |                       |            |            |  |  |        |        |        |  |
|  | 2A               | Futura Giovani        | 2A               | Futura Giovani | 3  | 3                     |            |            |  |  |        |        |        |  |
|  | 2A               | Futura Giovani        |                  |                |    |                       |            |            |  |  |        |        |        |  |
|  | 3B               | Esperia               | 0                |                |    |                       |            |            |  |  |        |        |        |  |

### Risultati

#### Quarti di finale
| 10 gennaio 2024 PalaEvangelisti, Perugia Durata: 1h:35 - Spettatori: ?      | Wealth Planet Perugia | 3 - 1 | Adolfo Consolini | 17-25, 25-21, 25-18, 25-22 |
| 10 gennaio 2024 PalaFerroli, San Bonifacio Durata: 1h:19 - Spettatori: ?    | Montecchio Maggiore   | 0 - 3 | Talmassons       | 16-25, 20-25, 23-25        |
| 10 gennaio 2024 PalaFontescodella, Macerata Durata: 1h:16 - Spettatori: 420 | Helvia Recina         | 0 - 3 | Sant'Anna        | 21-25, 25-27, 20-25        |
| 10 gennaio 2024 PalaBorsani, Castellanza Durata: 1h:08 - Spettatori: ?      | Futura Giovani        | 3 - 0 | Esperia          | 25-20, 25-15, 25-18        |

#### Semifinali
| 31 gennaio 2024 PalaEvangelisti, Perugia Durata: 1h:20 - Spettatori: ? | Wealth Planet Perugia | 3 - 0 | Talmassons | 25-15, 25-20, 25-21 |
| 24 gennaio 2024 PalaBorsani, Castellanza Durata: 1h:23 - Spettatori: ? | Futura Giovani        | 3 - 0 | Sant'Anna  | 25-23, 26-24, 27-25 |

#### Finale
| 18 febbraio 2024 PalaTrieste, Trieste Durata: 1h:17 - Spettatori: 5 500 | Wealth Planet Perugia | 3 - 0 | Futura Giovani | 25-22, 25-22, 25-22 |